# Bolstads landskommun
Bolstads landskommun var en tidigare kommun i dåvarande Älvsborgs län.

## Administrativ historik
Den bildades när 1862 års kommunalförordningar trädde i kraft i Bolstads socken i Sundals härad i Dalsland.
Vid kommunreformen 1952 bildade den storkommun genom sammanläggning med kommunerna Erikstad och Grinstad.
1969 gick den upp i dåvarande Melleruds köping, som 1971 ombildades till Melleruds kommun.

### Kyrklig tillhörighet
I kyrkligt hänseende tillhörde kommunen Bolstads församling. Den 1 januari 1952 tillkom Erikstads församling och Grinstads församling. Sedan 2010 har Bolstads församling samma omfattning som Bolstads landskommun hade sedan 1952.

## Geografi
Bolstads landskommun omfattade den 1 januari 1952 en areal av 147,73 km², varav 146,73 km² land.

### Tätorter i kommunen 1960
I Bolstads landskommun fanns den 1 november 1960 ingen tätort. Tätortsgraden i kommunen var då alltså 0,0 procent.

## Politik

### Mandatfördelning i valen 1938-1966
| 3 | 12 | 1 | 3 |

| 19 |

| 2 | 13 | 4 |

| 17 |

| 13 | 6 |

| 17 |

| 3 | 4 | 21 | 2 |

| 27 |

| 4 | 19 | 3 | 4 |

| 25 | 5 |

| 3 | 20 | 2 | 5 |

| 23 | 7 |

| 4 | 21 | 2 | 3 |

| 23 | 7 |

| 3 | 21 | 2 |  | 3 |

| 24 | 6 |